# Giang Tiên
Giang Tiên là một thị trấn thuộc huyện Phú Lương, tỉnh Thái Nguyên, Việt Nam.

## Địa lý
Thị trấn Giang Tiên nằm ở phía nam huyện Phú Lương, có quốc lộ 3 chạy qua và có vị trí địa lý:
- Phía đông giáp xã Vô Tranh
- Phía nam và đông nam giáp xã Cổ Lũng
- Phía tây nam giáp xã Phục Linh, huyện Đại Từ
- Phía tây và tây bắc giáp thị trấn Đu.

Thị trấn Giang Tiên có diện tích 15,65 km² và dân số năm 2024 là 15.092 người, mật độ cư trú đạt 964,3 người/km².
Thị trấn Giang Tiên nằm ven sông Đu, dòng sông là ranh giới tự nhiên giữa thị trấn và hai xã Phục Linh, Cổ Lũng. cầu Giang Tiên nằm trên quốc lộ 3 nối thị trấn với xã Cổ Lũng.

## Lịch sử
Thị trấn Giang Tiên được thành lập vào ngày 23 tháng 2 năm 1977 theo Quyết định số 616-VP18 của Bộ trưởng Phủ Thủ tướng trên cơ sở tách phố Giang Tiên thuộc xã Cổ Lũng.
Đến năm 2019, thị trấn Giang Tiên được chia thành 8 tổ dân phố: Giang Bình, Giang Khánh, Giang Long, Giang Nam, Giang Sơn, Giang Tân, Giang Tiên, Giang Trung.
Ngày 11 tháng 12 năm 2019, sáp nhập tổ dân phố Giang Nam vào tổ dân phố Giang Long. Thị trấn Giang Tiên có 7 tổ dân phố như hiện nay.

## Kinh tế - xã hội
Thị trấn nằm sát cạnh mỏ than Phấn Mễ thuộc xã Phấn Mễ lân cận và vì vậy khai thác than là ngành xương sống của thị trấn. Than Phấn Mễ có nhiều chất bay hơi và có giá trị cao. Từ năm 1905, thực dân Pháp đã tiến hành thăm dò và khai thác than Phấn Mễ một cách ồ ạt.